# آسلینگ
آسلینگ (به آلمانی: Aßling) یک شهر در آلمان است که در بایرن واقع شده‌است.

## خصوصیات
آسلینگ ۳۱٫۳۸ کیلومترمربع مساحت دارد ۴۸۹ متر بالاتر از سطح دریا واقع شده‌است.

## نگارخانه

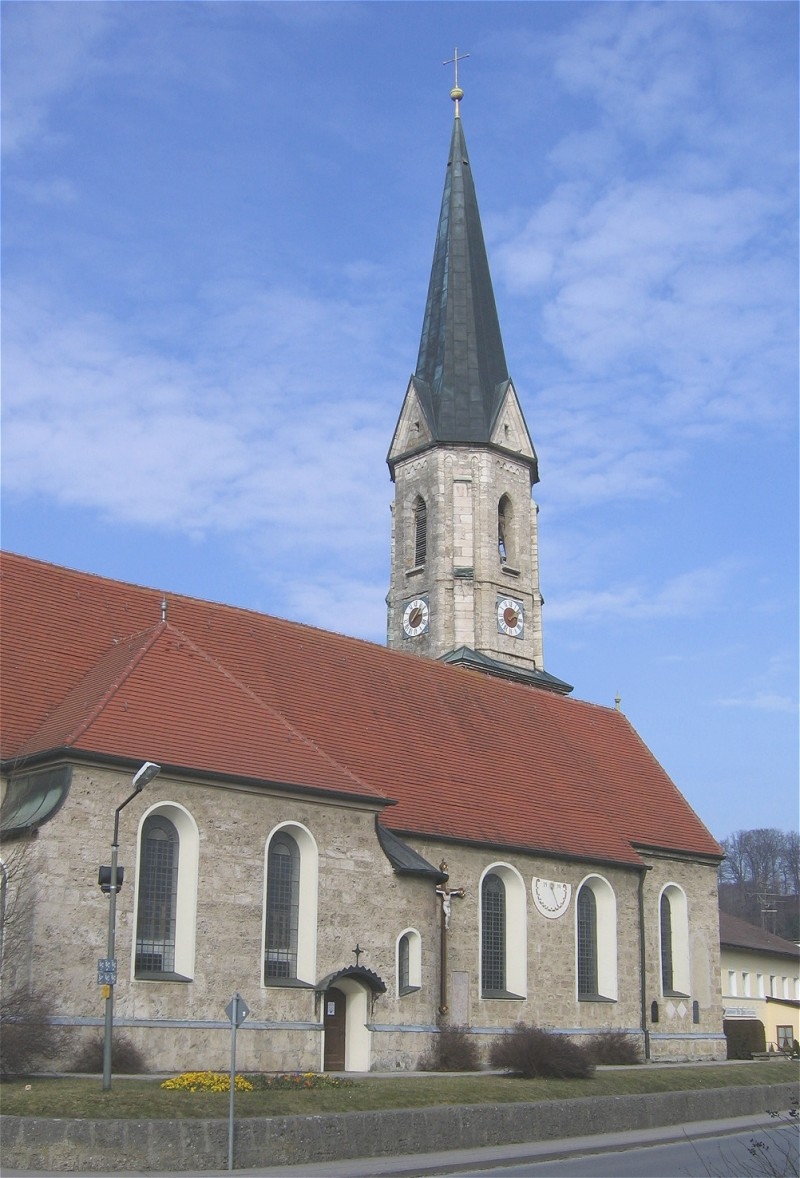
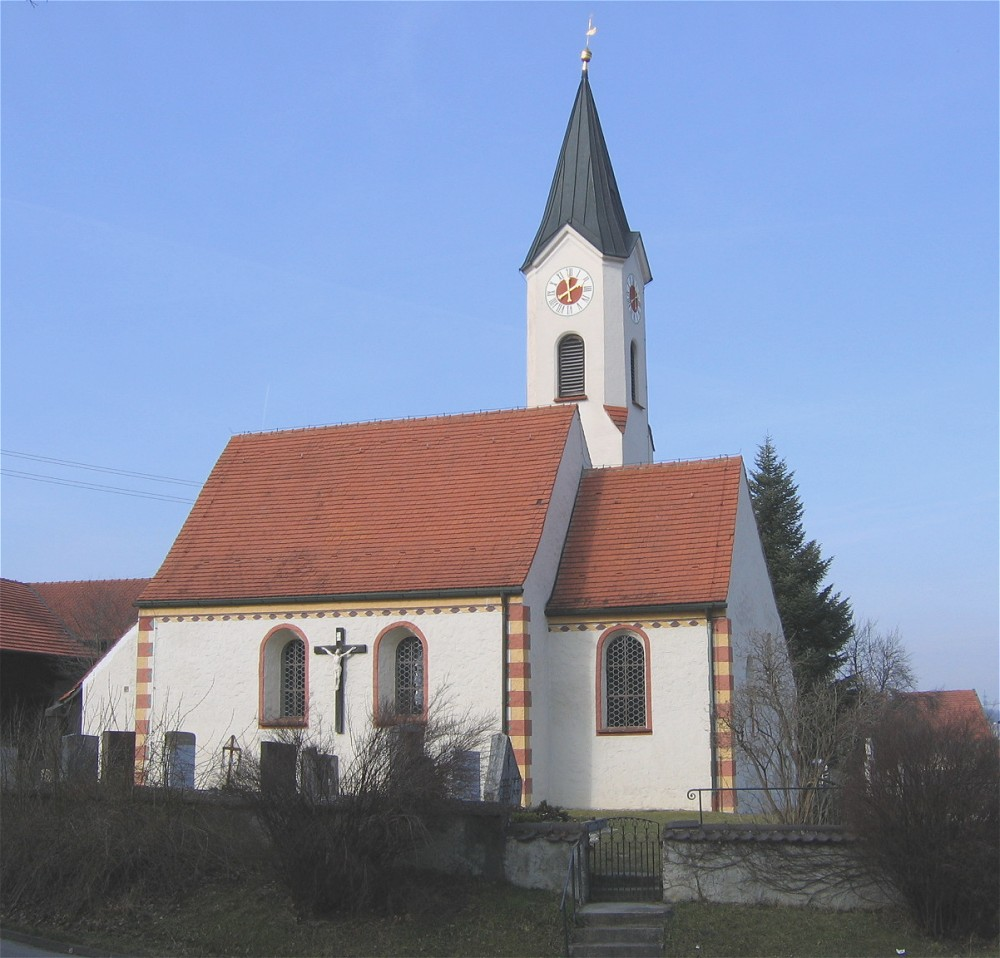
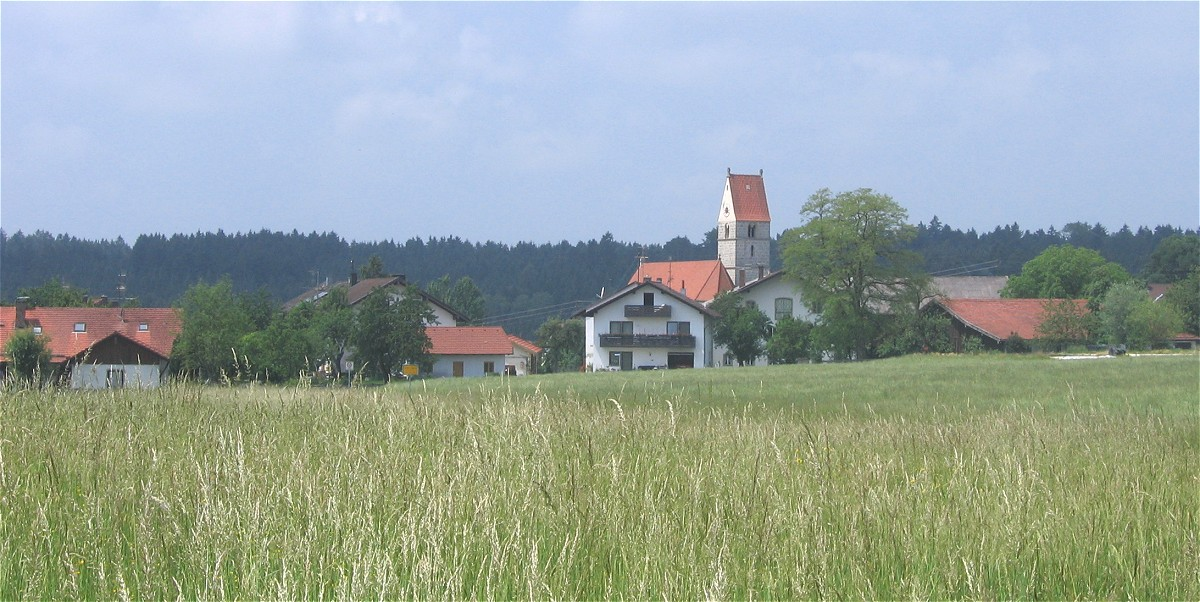
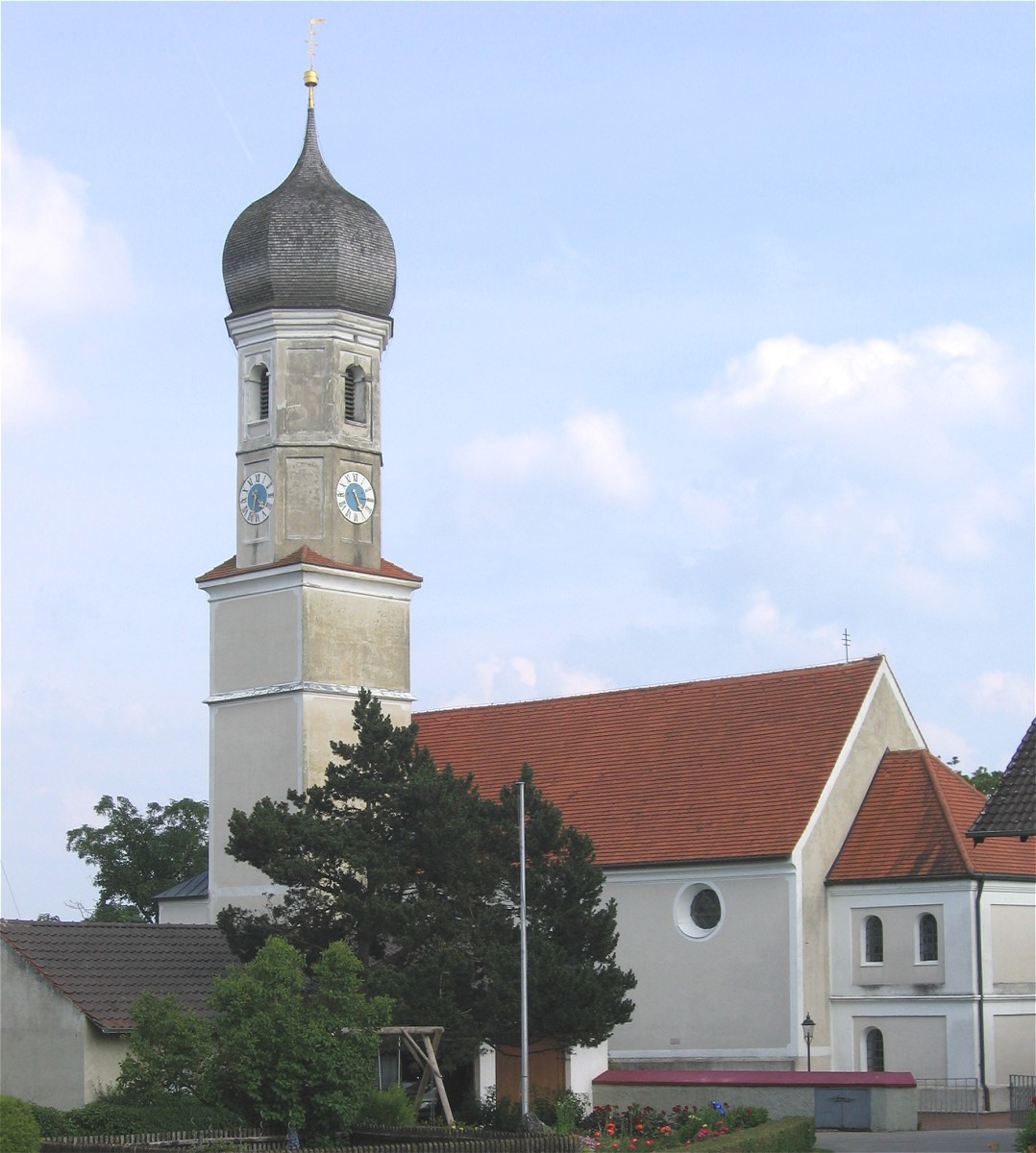